# Zvonimir Serdarušić
Zvonimir Serdarušić (Mostar, 1950. szeptember 2. –) jugoszláv válogatott horvát kézilabdázó, edző. 1988 óta német állampolgársággal is rendelkezik.

## Pályafutása

### Játékosként
Serdarušić pályafutását a Velež Mostar csapatában kezdte. Három szezont követően a Bosna Sarajevo játékosa lett, majd 1973-ban a Partizan Bjelovarhoz igazolt. Hét évig játszott a csapatban, 1977-ben és 1979-ben jugoszláv bajnokságot nyert.
1981-ben egy szezont töltött a THW Kielben, mielőtt a Füchse Berlin játékosa lett. 1983-ban az EHF-kupa elődöntőjébe és a Német Kupa döntőjébe jutott a berliniekkel. 1984-ben jelentette be visszavonulását.
A jugoszláv válogatottban 72 alkalommal lépett pályára, 1974-ben világbajnoki bronzérmes lett, az 1976-os olimpián pedig ötödik a jugoszláv csapattal.

### Edzőként
Játékos pályafutásának végeztével visszatért a Velez Mostarhoz. 1986 és 1989 között a Mehanika Metkovićot irányította, majd 1989-ben a svájci másodosztályú Bad Schwartaut feljuttatta az élvonalba. 1993 és 2008 között a THW Kiel csapatával érte el legkiemelkedőbb sikereit. 2009 júliusában aláírt egy négyéves szerződést és átvette a szlovén válogatott irányítását. 2010-ben a Celje kispadjára ült le, de néhány hónappal később szerződést bontottak. 2010 és 2013 között a francia Pays d'Aix szakmai igazgatója volt. 2013 és 2018 között a Paris Saint-Germain Handball csapatát irányította. 2018 nyarán a spanyol Raúl González Gutiérrez váltotta a csapat élén.

## Sikerei, díjai

### Játékosként
Bosna Sarajevo
- Jugoszláv másodosztályú bajnok (1): 1971-72
- Jugoszláv harmadosztályú bajnok (1): 1970-71

Partizan Bjelovar
- Jugoszláv bajnok (2): 1976-77, 1978–79
- Jugoszláv kupagyőztes (1): 1976-77

Füchse Berlin
- Német Kupa-döntős (1): 1984

### Edzőként
Velež Mostar
- Jugoszláv harmadosztályú bajnok (1): 1984-85

Bad Schwartau
- Bundesliga 2. - North (1): 1989-90

Flensburg-Handewitt
- Bundesliga 2. - North (1): 1991-92

THW Kiel
- Bundesliga (11): 1993-94, 1994–95, 1995–96, 1997–98, 1998–99, 1999-00, 2001–02, 2004–05, 2005–06, 2006–07, 2007–08
- DHB-Pokal (5): 1998, 1999, 2000, 2007, 2008
- Német Szuperkupa-győztes (5): 1995, 1998, 2005, 2007, 2008
- Bajnokok Ligája-győztes (1): 2006-07
- Klubcsapatok Európa-bajnoksága-győztes (1): 2007
- EHF-kupa-győztes (3): 1998, 2002, 2004

Celje
- Szlovén bajnok (1): 2009-10
- Szlovén Kupa-győztes (1): 2010
- Szlovén Szuperkupa-győztes (1): 2010

PSG
- Francia bajnok (2): 2015-16, 2016-17
- Francia Szuperkupa-győztes (1): 2016
- Francia kupagyőztes (1): 2017

Egyéni elismerés
- A német bajnokság legjobb edzője: 2006, 2007, 2008
- Az év edzője Németországban: 1996, 1999, 2005, 2006, 2007

## További információ
- Profilja (németül)